# 周仲南
周仲南（1932年9月14日—），籍貫江蘇省鹽城縣，於1989年12月5日擔任台灣警備總司令部末任總司令，其後警備總司令部於1992年7月1日改制為軍管區司令部兼海岸巡防司令部。另周仲南於1979年陸軍284師師長任內，發生金門駐地所屬馬山連長林毅夫叛逃事件。

## 軍旅仕途
周仲南於陸軍官校第26期以第一名成績畢業，獲時任總統蔣中正召見，曾赴美國國防學校鷹式飛彈軍官班進修，歷任陸軍師砲兵指揮官、第605飛彈群指揮官、陸軍284師師長、總統府侍衛長與憲兵司令等要職。
周仲南於1989年12月5日晉升二級上將，並擔任台灣警備總司令部末任總司令，因應時任總統李登輝宣告動員戡亂時期於中華民國80年5月1日終止，周仲南建議時任國防部長陳履安，將警總改制似以色列國防軍的安全防衛司令部，但未獲採納，警備總部隨於1992年7月1日改編為軍管區司令部兼海岸巡防司令部。周於1992年7月31日卸任司令後，獲聘總統府戰略顧問，1996年6月續聘至屆齡退伍。

## 退休生涯
2016年，參與第六屆中山黃埔兩岸情讑壇，出席在人民大會堂舉辦的孫中山誕辰紀念大會。

## 林毅夫叛逃
周仲南於1979年5月18日陸軍284師師長任內，發生金門駐地所屬馬山連連長林毅夫叛逃事件差點影響周仲南等人仕途。林毅夫原名林正義，後改名林正誼，台灣宜蘭人，台大首位轉讀陸官生，陸官第44期第二名畢業。   
案發初期以失蹤尋人，18日未找到，19日起金防部舉行全島「雷霆演習」，但毫無結果，軍方研判他是帶著籃球浮具從海上潛逃。因林毅夫帶走了機密的作戰計畫，故金防部軍事部署全部換防，雖然軍方對外說是失蹤，卻私下告知幹部是叛逃，但因為一直沒有找到林毅夫屍體，對岸也沒有他「投誠」消息，陸軍總部就在一年後宣佈「林正誼死亡」殉職結案，還發給父林火樹四十六萬元的撫卹金。   
1993年春，陳憲良（林毅夫學弟，第二位台大轉陸官生）到美國，應邀赴耶魯大學參加兩岸關係研討會。在餐敘中聽大陸經濟學者說大陸社科院有位芝加哥大學的博士「林毅夫」，指導教授是諾貝爾獎得主，是台灣人，還曾是陸官生，他猜想是林毅夫，以芝加哥大學圖書館查博士論文，查有一位Justin Lin撰寫關於中國農村經濟研究的論文，而Justin就是「正義」，因此他透過駐美武官將消息回報國防部，但國防部沒有處理，因為「林正誼事件」已經以殉職結案，周仲南也繼續高升憲兵司令、警總司令等職了。其實早在林毅夫叛逃一個月後，他的妻子陳雲英與父親就已收到林毅夫從日本轉來的家書，1983年陳雲英帶著兒女赴美，現全家定居於北京，為中華人民共和國公民，陳雲英後來還擔任中國大陸人大代表。
真相已出，中華民國政府追回撫卹金，迄今認定他仍是通緝中的叛逃軍官，其刑事責任並不因其取得大陸地區人民身分而得免除。而周仲南日後在軍中的發展雖未受此事影響，但都不願提起這段往事。

## 外部連結
| 前任： 陳守山 | 警備總司令部總司令 1989年12月5日－1992年7月31日 | 繼任： 王若愚 |